# Jan Strzelczyk (wicewojewoda)
Jan Strzelczyk (ur. 19 czerwca 1952) – polski polityk i samorządowiec, w latach 1997–1998 wicewojewoda łomżyński.

## Życiorys
Syn Władysława, zamieszkał w Grajewie. Z zawodu inżynier mechanik. Pracował na stanowiskach kierowniczych w różnych firmach, w tym jako dyrektor PKS Łomża. Zaangażował się w działalność polityczną w ramach Unii Wolności. Od 1997 do grudnia 1998 sprawował funkcję ostatniego w historii wicewojewody łomżyńskiego, w tym od 10 do 31 grudnia 1998 pełnił obowiązki wojewody po rezygnacji Sławomira Zgrzywy. W 1998 bez powodzenia kandydował do sejmiku podlaskiego, a w 2001 do Sejmu (otrzymał 193 głosy). W 2002 wybrano go do rady powiatu grajewskiego, zasiadł następnie w zarządzie powiatu.